# Nava Mau
Nava Mau (Mexico-Stad, 14 mei 1992) is een Mexicaans-Amerikaanse actrice, regisseuse en cultureel werker.

## Loopbaan
Mau werd geboren in Mexico-Stad op 14 mei 1992, maar groeide op in San Antonio, Texas. Ze studeerde in Parijs en aan het Pomona College in Claremont waar ze in 2014 een bachelor in taalkunde en cognitiewetenschap behaalde.
Mau is transgender. In 2011 onderging ze een behandeling voor anorexia nervosa en startte in diezelfde periode haar transitie naar vrouw. Ze was in die periode werkzaam als juridisch adviseur voor slachtoffers van geweld tegen immigranten. In 2015 werkte ze in een immigratiecentrum voor vrouwen en kinderen. Hierna werd ze pleitbezorger voor slachtoffers van LHBTQ-gerelateerd geweld in de Bay Area van San Francisco.
In 2019 schreef, produceerde en regisseerde ze de korte film Waking Hour waarin ze tevens de hoofdrol vertolkte. Ze ontving hiervoor een NewFest Audience Award. Hierna maakte ze de korte films Sam’s Town (2020) en Lovebites (2020) en werkte ze mee aan de documentaire Disclosure (2020). Ten tijde dat ze werd gecast voor de rol van Ana in de serie Generation werkte ze bij een non-profit organisatie in Los Angeles.
In 2024 vertolkte ze de rol van Teri in de Britse Netflixserie Baby Reindeer. Voor deze rol werd ze genomineerd voor 'Beste vrouwelijke bijrol in een miniserie of televisiefilm' bij de Satellite Awards en  Primetime Emmy Awards, en won ze de prijs voor 'Beste bijrol in een nieuw gescripte serie' bij de Film Independent Spirit Awards. In 2025 was ze te zien als rechercheur Marquez in het vijfde seizoen van de Netflixserie You.

## Activisme
Naast actrice en regisseuse is ze tevens werkzaam op het gebied van gemeenschapsrecht en politieke educatie. Ze is spreker in panels van onder meer BuzzFeed en het Smithsonian National Museum of the American Latino. In 2021 ontving ze voor haar werk de YoSoy Award van de Hispanic Heritage Foundation.